# Eumesosoma
Eumesosoma is een geslacht van hooiwagens uit de familie Sclerosomatidae.
De wetenschappelijke naam Eumesosoma is voor het eerst geldig gepubliceerd door Cokendolpher in 1980. 

## Soorten
Eumesosoma omvat de volgende 6 soorten:
- Eumesosoma arnetti
- Eumesosoma iranus
- Eumesosoma nigrum
- Eumesosoma ocalensis
- Eumesosoma roeweri
- Eumesosoma sayi